# Simulation Theory
Simulation Theory — восьмий студійний альбом британського рок-гурту Muse, що вийшов 9 листопада 2018 року під лейблами Warner Bros. Records і Helium-3. Muse зпродюсувалиальбом разом із Річем Кості, Майклом Елізондо, Shellback і Timbaland. Після темних тем попереднього альбому, Simulation Theory поєднує легші теми з очевидним впливом наукової фантастики та симуляції, і стилем ретро-культури 80-х рр. Світове турне у підтримку альбому заплановане розпочатись у лютому 2019 року.
Загалом Simulation Theory отримав змішані відгуки. Зайняв перші позиції у тижневих чартах Нідерландів, Бельгії, Швейцарії і Шотландії, а також отримав статус платинового у Франції і срібного у Великій Британії.

## Просування, випуск та сингли
11 травня 2017 року Muse оголосили вихід синглу під назвою «Dig Down», продюсером якого став Майк Елізондо., а його реліз синглу разом з відеокліпом відбувся 18 травня. Видання Rolling Stone охарактеризувало стиль пісні, як госпел рок. Режисером кліпу виступив Ланс Дрейк (англ. Lance Drake), котрий прокоментував цю роботу так:
|  | Пісня про виживання і боротьбу з труднощами — коли я почув її, я знав, що хочу зробити роповідь в стилі екшн. Оригінальний текст (англ.) The song is about survival and fighting the odds — when I heard this song I knew I wanted to do an action packed narrative. |

Головною героїнею стала модель Лорен Вассер (англ. Lauren Wasser), котрій ампутовали ногу через синдром токсичного шоку.
15 лютого 2018 вийшов новий сингл «Thought Contagion», що розповідає про те, «як думки, ідеї та переконання інших людей можуть іноді впливати на ваш розум, проникати в вашу голову і міняти ваш світогляд». Продюсером треку став Річ Кості. Також, було оголошено, що восьмий альбом планується випустити восени 2018 чи на початку 2019-го.
Наступний сингл «Something Human» випущено 19 липня разом з відеокліпом. Пісня «The Dark Side» опублікована 30 серпня, разом з оголошенням назви нового альбому та списку композицій в ньому — Simulation Theory.
Альбом вийшов на CD, вінілових платівках, компакт-касетах, а також доступний для цифрового завантаження і потокового прослуховування в декількох версіях: звичайна (11 композицій), Deluxe-видання (16 композицій) і Super Deluxe бокс-сет з двома CD і двома 12" (на яких буде по 21 композиції) і книгою з текстами пісень.

## Прийом

### Сприйняття критиків
Загалом, альбом отримав змішані відгуки. Simulation Theory на Metacritic, як і попередній альбом Drones, отримав середній бал 63 на основі 19 відгуків, 6 з яких — позитивні. Ніл З. Юнг (англ. Neil. Z Yeung) з AllMusic вихвалив поєднання електронного попу з «наполегливою, стадіонною рок основою». Ендрю Тренделл (англ. Andrew Trendell) з NME описав альбом як «збірка в стилі фільму Трон з їх власної юності», додаючи «вам буде соромно говорити будь-кому наскільки сильно він вам подобається».
Найвищу оцінку поставив А. Д. Аморосі (англ. A.D. Amorosi) з американського журналу Variety, відмітивши висвітлення легших тем, порівняно з Drones, і новий звукомий «мікс електропанк рифів і жвавих ритмів, відфільтрований щільними шарами оркестровок». Найнижча оцінка альбому (3.5/10) дісталась від журналу Under the Radar, в огляді якого Конрад Дункан розкритикував альбом як очевидну само-пародію, підкресливши його «незрілість і порожність». Автор з журналу DIY Вілл Річардс побачив у Simulation Theory продовження «абсурдності» Drones і зробив такий висновок: «якщо альбом Muse не призначений для того, щоб змусити вас сміятися … то ми не хочемо цього чути».

## Список композицій
| Simulation Theory | Simulation Theory   | Simulation Theory |
| #                 | Назва               | Тривалість        |
| ----------------- | ------------------- | ----------------- |
| 1.                | «Algorithm»         |                   |
| 2.                | «The Dark Side»     | 3:47              |
| 3.                | «Pressure»          | 3:55              |
| 4.                | «Propaganda»        |                   |
| 5.                | «Break It to Me»    |                   |
| 6.                | «Something Human»   | 3:46              |
| 7.                | «Thought Contagion» | 3:26              |
| 8.                | «Get Up and Fight»  |                   |
| 9.                | «Blockades»         |                   |
| 10.               | «Dig Down»          | 3:48              |
| 11.               | «The Void»          |                   |

| Simulation Theory (Делюкс) | Simulation Theory (Делюкс)                  | Simulation Theory (Делюкс) |
| #                          | Назва                                       | Тривалість                 |
| -------------------------- | ------------------------------------------- | -------------------------- |
| 12.                        | «Algorithm» (Alternate Reality version)     |                            |
| 13.                        | «The Dark Side» (Alternate Reality version) |                            |
| 14.                        | «Propaganda» (acoustic)                     |                            |
| 15.                        | «Something Human» (acoustic)                |                            |
| 16.                        | «Dig Down» (acoustic gospel version)        |                            |

| Simulation Theory (Супер Делюкс) | Simulation Theory (Супер Делюкс)                 | Simulation Theory (Супер Делюкс) |
| #                                | Назва                                            | Тривалість                       |
| -------------------------------- | ------------------------------------------------ | -------------------------------- |
| 12.                              | «Algorithm» (Alternate Reality version)          |                                  |
| 13.                              | «The Dark Side» (Alternate Reality version)      |                                  |
| 14.                              | «Pressure» (за участі UCLA Bruin Marching Band)  |                                  |
| 15.                              | «Propaganda» (acoustic)                          |                                  |
| 16.                              | «Break it to Me» (Sam de Jong Remix)             |                                  |
| 17.                              | «Something Human» (acoustic)                     |                                  |
| 18.                              | «Thought Contagion» (live)                       |                                  |
| 19.                              | «Dig Down» (acoustic gospel version)             |                                  |
| 20.                              | «The Void» (acoustic)                            |                                  |
| 21.                              | «The Dark Side» (Alternate Reality instrumental) |                                  |

## Учасники запису альбому
Muse
- Метью Белламі — вокал, гітара, продюсування
- Кріс Волстенголм — бас-гітара, бек-вокал, продюсування
- Домінік Говард — ударні, продюсування

| Технічний персонал - Річ Кості – продюсер (трек 2, 3, 6, 7), звукорежисер (трек 6), мастеринг (трек 7) - Майк Елізондо – продюсер і програміст (трек 10) - Кріс Герінгер – мастеринг (трек 7) - Адам Хокінс – звукорежисування (трек 2, 3, 6, 7, 10), mixing (трек 3, 7) - Тед Дженсен – мастеринг (трек 10) - Ренді Мерілл – мастеринг (трек 6) |  | Додаткові музиканти і виконавці - Девід Кемпбелл – мідні духові інструменти («Pressure») - Майк Елізондо – клавішні («Dig Down») - Туве Лу – додатковий вокал («Get Up and Fight») |

## Хіт-паради та сертифікація

### Альбом
| Хіт-парад(2018)                                      | Найвища позиція |
| ---------------------------------------------------- | --------------- |
| Нідерланди Dutch Albums (MegaCharts)                 | 1               |
| Бельгія Belgian Albums (Ultratop Wallonia)           | 1               |
| Швейцарія Swiss Albums (Schweizer Hitparade)         | 1               |
| Бельгія Belgian Albums (Ultratop Flanders)           | 2               |
| Португалія Portuguese Albums (AFP)                   | 2               |
| Італія Italian Albums (FIMI)                         | 2               |
| Швеція Swedish Albums (Sverigetopplistan)            | 12              |
| Австралія Australian Albums (ARIA)                   | 7               |
| Австрія Austrian Albums (Ö3 Austria)                 | 3               |
| Чехія Czech Albums (ČNS IFPI)                        | 9               |
| Данія Danish Albums (Hitlisten)                      | 16              |
| Естонія Estonian Albums (IFPI)                       | 3               |
| Фінляндія Finnish Albums (Suomen virallinen lista)   | 3               |
| Франція French Albums (SNEP)                         | 3               |
| Німеччина German Albums (Offizielle Top 100)         | 4               |
| Угорщина Hungarian Albums (MAHASZ)                   | 4               |
| Ірландія Irish Albums (IRMA)                         | 5               |
| Японія Japanese Albums (Oricon)                      | 15              |
| Мексика Mexican Albums (AMPROFON)                    | 10              |
| Нова Зеландія New Zealand Albums (Recorded Music NZ) | 4               |
| Норвегія Norwegian Albums (VG-lista)                 | 17              |
| Польща Polish Albums (ZPAV)                          | 13              |
| Шотландія Scottish Albums (OCC)                      | 1               |
| Іспанія Spanish Albums (PROMUSICAE)                  | 4               |
| Велика Британія UK Albums (OCC)                      | 1               |
| Канада Canadian Albums (Billboard)                   | 3               |
| Billboard Vinyl albums                               | 2               |
| США Top Alternative Albums (Billboard)               | 3               |
| США Billboard 200                                    | 12              |
| TOP Album Sales                                      | 6               |

| Хіт-парад (2018)                   | Позиція |
| ---------------------------------- | ------- |
| Альбоми 2018 року NME              | 70      |
| UK Albums (OCC)                    | 77      |
| Belgian Albums (Ultratop Flanders) | 73      |
| Belgian Albums (Ultratop Wallonia) | 21      |
| Dutch Albums (MegaCharts)          | 67      |
| Italian Albums (FIMI)              | 72      |
| Swiss Albums (Schweizer Hitparade) | 16      |

### Сертифікації
| Регіон                                       | Сертифікація | Продажі |
| -------------------------------------------- | ------------ | ------- |
| Франція (SNEP)                               | Платиновий   | 5,000   |
| Велика Британія (BPI)                        | Срібний      | 60 000  |
| *продажі, що базуються лише на сертифікаціях |              |         |